# 최수한
최수한(1997년 8월 12일 ~ )은 대한민국의 배우이다. 2003년 KBS1 《TV소설 찔레꽃》으로 데뷔하였다.

## 학력
- 현산초등학교 (전학) → 서울청량초등학교 (졸업)
- 일산동중학교 (졸업)
- 경기영상과학고등학교 (졸업)
- 인하대학교 (재학)

## 연기 활동

### 드라마
- 2003년 KBS1 TV소설 《찔레꽃》
- 2004년 KBS2 미니시리즈 《오!필승 봉순영》
- 2005년 MBC 대하드라마 《신돈》 ... 세자 역
- 2005년 MBC 미니시리즈 《신입사원》
- 2005년 MBC 주말연속극 《떨리는 가슴》
- 2005년 SBS 금요드라마 《꽃보다 여자》
- 2006년 MBC 미니시리즈 《궁》 ... 어린 이신 역
- 2006년 KBS2 단막극 《드라마시티 - 자장가 부르는 아기》 ... 하늘 역
- 2006년 KBS1 TV소설 《고향역》
- 2007년 MBC 주말연속극 《문희》 ... 문희의 아들, 하늘 역
- 2007년 SBS 대하드라마 《왕과 나》 ... 어린 김자원 역
- 2008년 KBS2 미니시리즈 《쾌도 홍길동》 ... 어린 이창휘 역
- 2008년 SBS 드라마 스페셜 《바람의 화원》 ... 어린 정조 역
- 2008년 KBS2 미니시리즈 《최강칠우》 ... 어린 최칠우 역
- 2009년 KBS2 대하드라마 《천추태후》 ... 대량원군 왕순(현종) 역
- 2009년 KBS2 대하드라마 《전설의 고향 - 조용한 마을》 ... 효엽 역
- 2009년 MBC 미니시리즈 《2009 외인구단》 ... 조상구 아들 역
- 2010년 KBS1 대하드라마 《거상 김만덕》 ... 강산역
- 2010년 MBC 대하드라마 《동이》 ... 어린 게둬라 역
- 2011년 SBS 미니시리즈 《무사 백동수》 ... 어린 이산 역
- 2013년 KBS2 미니시리즈 《총리와 나》 ... 권우리 역
- 2014년 OCN 《리셋》 ... 어린 우진 역
- 2014년 OCN 《닥터프로스트》 ... 어린 문성현 역
- 2015년 SBS 월화드라마 《펀치》 ... 어린 박정환 역
- 2015년 SBS 수목드라마 《하이드 지킬 나》 ... 어린 로빈 역
- 2015년 JTBC 미니시리즈 《순정에 반하다》 ... 어린 마동욱 역
- 2016년 SBS 주말드라마 《그래, 그런거야》 ... 나재현 역
- 2016년 네이버 TV 웹드라마 《얘네들 MONEY?!》 ... 은경태 역
- 2017년 SBS 수목드라마 《다시 만난 세계》 ... 어린 차태훈 역

일본드라마
- 2006년 후지TV 《무지개를 이은 왕비》 ... 어린 영친왕 역

### 영화
- 2005년 《레드 아이》 ... 어린 진규 역
- 2007년 《전설의 고향》 ... 어린 현식 역
- 2007년 《검은 집》 ... 어린 준오 역
- 2014년 《플라이하이》 ... 광렬 역
- 2015년 《소수의견》 ... 박신우 역
- 2017년 《포크레인》 ... 선임하사 아들 역